# Ådrig torsklav
Ådrig torsklav (Peltigera leucophlebia) är en lavart som först beskrevs av William Nylander och fick sitt nu gällande namn av Vilmos Kőfaragó-Gyelnik. 
Ådrig torsklav ingår i släktet Peltigera och familjen Peltigeraceae.  Arten är reproducerande i Sverige. Inga underarter finns listade i Catalogue of Life.

## Källor

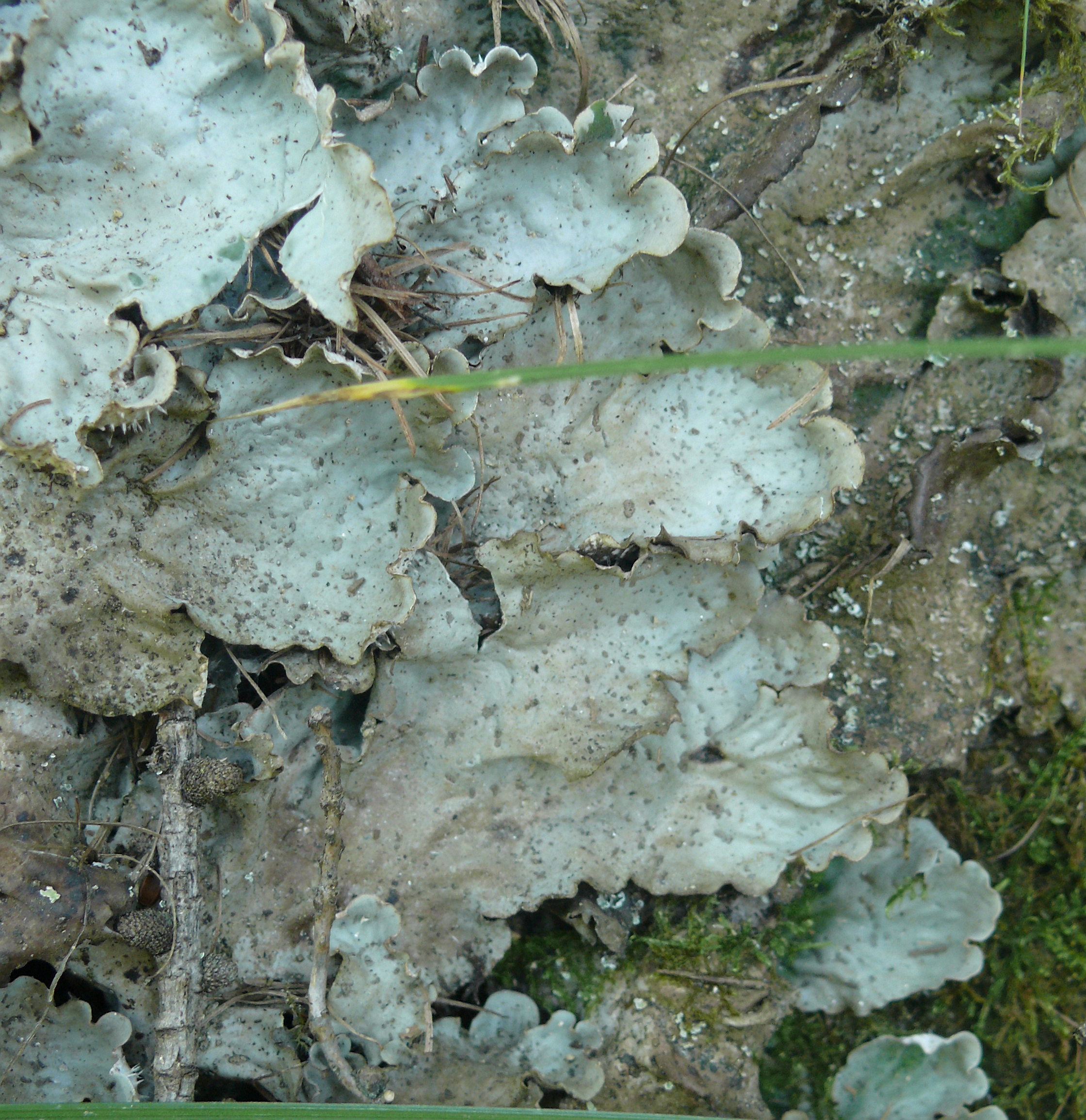
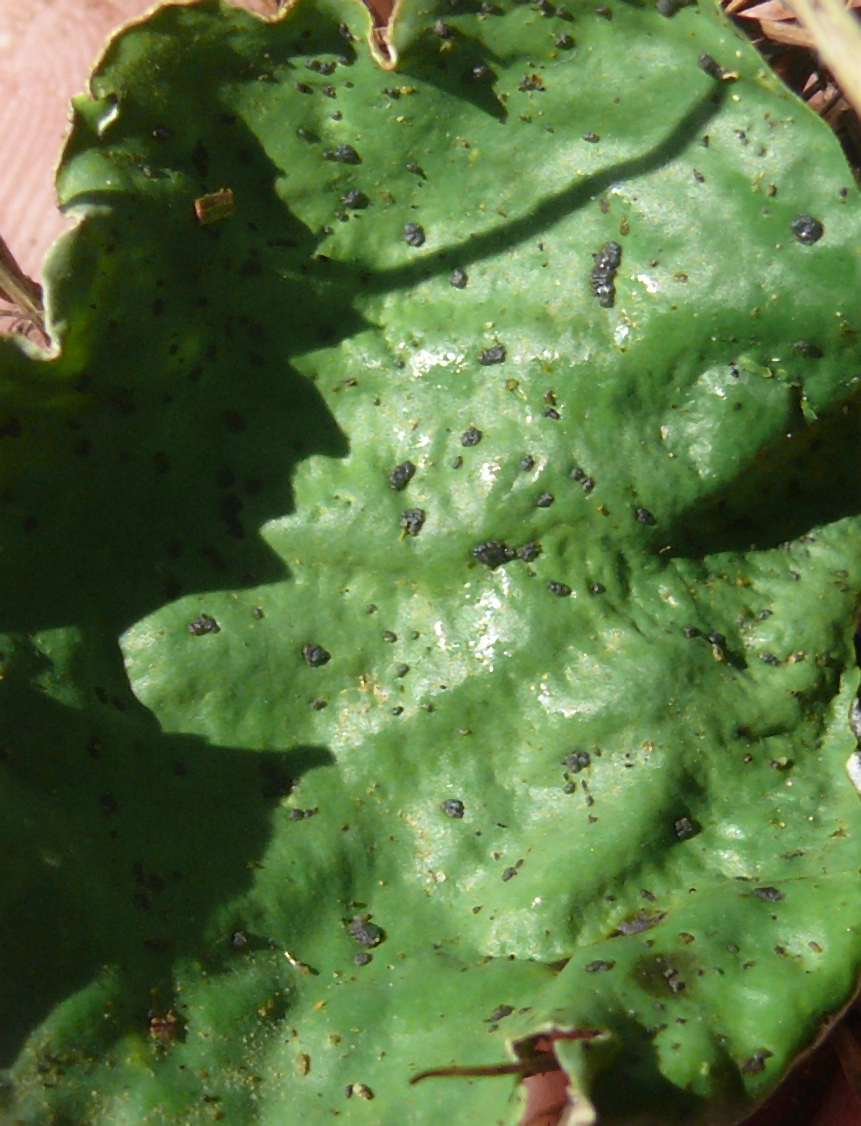
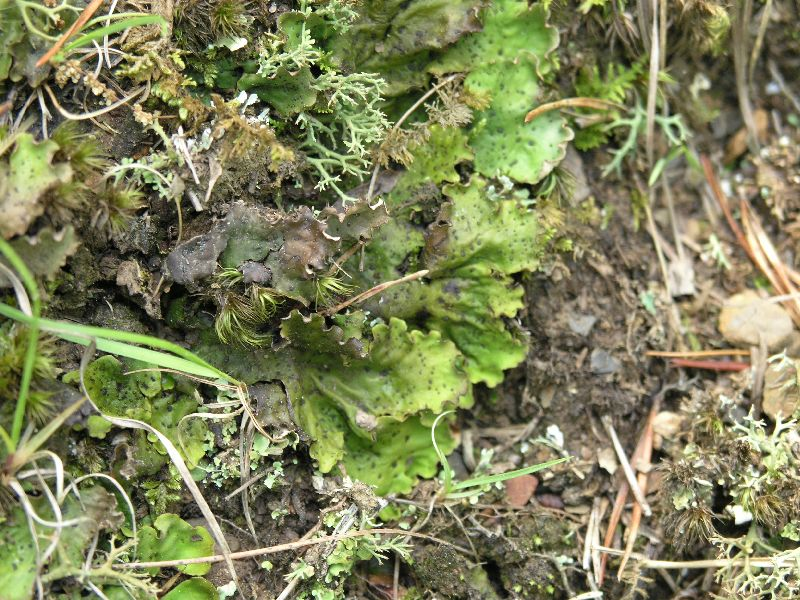